# Antsahé
Antsahe est une ville de l'union des Comores, situé sur l'île de Anjouan. En 2010, sa population est estimée à 1 328 habitants.

Antsahé est au sud d'Anjouan.